# Zaglyptus grandis
Zaglyptus grandis är en stekelart som beskrevs av Gupta 1961. Zaglyptus grandis ingår i släktet Zaglyptus och familjen brokparasitsteklar. Inga underarter finns listade i Catalogue of Life.